# My Love Story with Yamada-kun at Lv999
My Love Story with Yamada-kun at Lv999 (山田くんとLv999の恋をする?, Yamada-kun to Lv999 no koi o suru, lett. "Innamorarsi di Yamada-kun al livello 999") è un manga scritto e disegnato da Mashiro. La serializzazione è iniziata sul sito web Ganma! di Comic Smart a marzo 2019. Dieci volumi sono stati pubblicati da Media Factory a partire da febbraio 2020. Un adattamento anime realizzato da Madhouse è stato trasmesso da aprile a giugno 2023.

## Trama
I protagonisti dell'opera sono Akane Kinoshita, studentessa ventenne dell'università di Tokyo, e Akito Yamada, studente liceale e gamer professionista. I due si incontrano per caso a una convention dei fan del videogioco MMORPG Forest of Savior (abbreviato in FoS), a cui entrambi giocano, facendo parte peraltro della stessa gilda, chiamata Chocolate Rabbit. Nonostante le loro divergenze caratteriali, i due protagonisti iniziano a tessere un rapporto sempre più stretto, anche grazie all'aiuto dei loro compagni di gilda: il master Eita, sua sorella Runa e il signor Kamota. 

## Personaggi

Akito e Akane nella sigla d'apertura dell'anime

Akane Kinoshita (木之下 茜?, Kinoshita Akane)
Doppiata da: Inori Minase
Studentessa ventenne che frequenta l'università di Tokyo, è di bell'aspetto, estroversa, vivace, amichevole e alla mano, ma allo stesso tempo è irrimediabilmente sbadata. Spinta dal suo ex-fidanzato, ha iniziato a giocare al videogioco Forest of Savior, dove ha successivamente conosciuto Yamada e gli altri membri della gilda. Passando sempre più tempo con Yamada, sia in game che nella vita reale, inizia a sviluppare dei forti sentimenti nei suoi confronti. Il suo personaggio su Forest of Savior è un paladino con sembianze feline.
Akito Yamada (山田 秋斗?, Yamada Akito)
Doppiato da: Kōki Uchiyama
Studente liceale diciannovenne, è un gamer professionista di giochi FPS ed è famoso sui social. Molto popolare tra le ragazze della sua scuola per via del suo aspetto affascinante e misterioso, è introverso e all'apparenza apatico, seppur si mostri spesso molto disponibile e gentile nei confronti dei suoi amici. Si apre caratterialmente in seguito all'incontro con Akane, nei cui confronti si mostra molto premuroso e verso cui inizia a sviluppare profondo affetto. Il suo personaggio su FoS è uno stregone con la capigliatura afro.
Eita Sasaki (佐々木 瑛太?, Sasaki Eita)
Doppiato da: Natsuki Hanae
Amico d'infanzia di Akito, di cui è coetaneo, è il master della gilda di cui fanno parte i protagonisti. Affascinante e di bella presenza, Eita è altruista, previdente e maturo, anche se spesso si lascia andare a comportamenti infantili. Il suo personaggio su FoS è una guaritrice con le sembianze di un coniglietto, chiamata Principessa Ruri, dall'aspetto simile a quello di sua sorella Runa.
Runa Sasaki (佐々木 瑠奈?, Sasaki Runa)
Doppiata da: Ai Kakuma
È la sorella minore di Eita e frequenta l'ultimo anno delle scuole medie. Anche lei è una giocatrice di FoS ed è molto affezionata ai suoi compagni di gilda, che considera come una seconda famiglia; per questo motivo, inizialmente si rifiuta di accettare Akane come nuovo membro, provando anche a sabotarla con mezzi subdoli. Successivamente, le due ragazze chiariranno e faranno amicizia. All'apparenza scontrosa, è in realtà molto sensibile e amichevole verso gli altri membri della gilda. Inizialmente è perdutamente innamorata di Yamada, che è anche il suo insegnante privato. Su FoS ha diversi personaggi, tra cui un arciere.
Momoko Maeda (前田 桃子?, Maeda Momoko)
Doppiata da: Saori Ōnishi
È la migliore amica di Akane.
Takezo Kamota (鴨田 たけぞう?, Kamota Takezō)
Doppiato da: Nobuo Tobita
Signore di mezza età proprietario di una fattoria che produce fragole, è il vice-master della gilda. È gentile, premuroso e amichevole, e dispensa consigli agli altri membri della gilda, tutti molto più giovani di lui. Il suo personaggio su FoS è un micronest, ossia un piccolo folletto dalle sembianze di un batuffolo di cotone, che però può trasformarsi e diventare un'enorme creatura minacciosa.
Yukari Tsubaki (椿 ゆかり?, Tsubaki Yukari)
Doppiata da: Rio Tsuchiya
È una compagna di classe di Yamada, di cui è innamorata e con cui condivide la passione per i giochi FPS. Di carattere introverso e silenzioso, riesce a entrare nella gilda di cui fanno parte gli altri protagonisti.

## Media

### Manga
Scritta e disegnata da Mashiro, la serie ha iniziato la serializzazione sul sito web Ganma! il 7 marzo 2019 e sta venendo pubblicata da Media Factory sotto l'etichetta MF Comics. A novembre 2024 sono stati pubblicati dieci volumi tankōbon. Nel febbraio 2024 è stato annunciato sul profilo ufficiale di X della serie che essa sarebbe stata sospesa a tempo indefinito a causa delle condizioni di salute dell'autore. La pubblicazione è ripresa il 28 novembre 2024 a cadenza irregolare.
La versione inglese della serie sta venendo pubblicata digitalmente da Mangamo, contemporaneamente alla sua uscita in giapponese.
In Italia la serie è stata annunciata durante il Lucca Comics & Games 2024 da Star Comics che la pubblica a partire dal 22 aprile 2025 nella collana Amici.

#### Volumi
| 1  | 21 febbraio 2020 | ISBN 978-4-04-064520-9 | 22 aprile 2025    | ISBN 978-88-226-5597-4 |
| 1  | Capitoli - 1. Ecco perché non sopporto i gamer maschi! (これだからっ！ゲームする男なんて！！?, Koredakara! Gēmusuru otoko nante!!) - 2. Yamada, sei piuttosto insensibile, sai? (山田ってなんか冷たくない??, Yamadatte an'ka tsumetaku nai) - 3. Non è successo nulla ieri notte, vero?! (まさか一夜のあやまちをっ⁉?, Masaka ichiya no ayamachi wo⁉) - 4. Devi imparare a sbarazzarti delle tue cose (ちゃんと取捨選択してください?, Chanto shushasentaku shite kudasai) - 5. È quasi l'ora del boss (そろそろボス湧きの時間なんで?, Sorosoro Bosu waki no jikan'nande) - 6. È in pensiero per te (心配してましたよ?, Shinpai shitemashita yo) - 7. Non è che quei due sono una coppia? (二人ってもしかして?, Futaritte moshikashite) - 8. Mi piacerebbe incontrarti di persona ♡ (オフ会したいなぁ♡?, Ofu kaishitainā ♡) - 9. Tu sei Ruri-chan, vero?! (瑠璃姫ちゃんだよね!??, Ruri Hime-chanda yo ne!?)                                                                         |                        |                   |                        |
| 2  | 23 settembre 2020 | ISBN 978-4-04-064954-2 | 20 maggio 2025    | ISBN 978-88-226-5599-8 |
| 2  | Capitoli - 10. Non è che ti piace Yamada-san? (山田さんのこと好きなんですか??, Yamada-san no koto suki nan desu ka?) - 11. Perché dovremmo accettarla? (なんで今更?, Nan'de imasara) - 12. Aspetta qui dieci minuti! (10分ここで待ってて!?, Juppun' kokode mattete!) - 13. Non ho programmi (予定なんてないよ?, Yotēnan'te naiyo) - 14. Ti dispiacerebbe darmi qualche dettaglio in più? (詳しく聞かせて貰おうか?, Kuwashiku kikasete moraō ka) - 15. Ti sei fatta male? (怪我したの??, Kegashita no?) - 16. Non ci capisco molto di computer (パソコンよくわかんないけど?, Pasokon' yoku wakan'naikedo) - 17. Come in una commedia romantica (個人的にはラブコメ展開希望?, Kojin-teki ni wa Rabu Kome tenkai kibō) - 18. Ho combinato un gran casino... (悪いことしちゃったなぁ…?, Warui kotoshichatta nā...) - 19. Meglio tenere le distanze (きっと近づかない方が?, Kitto chikazukanai hōga)                                                                                   |                        |                   |                        |
| 3  | 23 marzo 2021 | ISBN 978-4-04-680295-8 | 15 luglio 2025    | ISBN 978-88-226-5847-0 |
| 3  | Capitoli - 20. Hai bisogno di stare più tranquillo? (安心したいですか??, Anshin shitai desu ka?) - 21. Non dare la colpa alla connessione (回線を言い訳にしない?, Kaisen'o iwakeni shinai) - 22. Perché stai sorridendo? (なんで笑ってるんですか??, Nande waratteru ndesu ka?) - 23. Potreste anche iniziare a uscire insieme (とりあえず付き合っちゃえば??, Toriaezu tsukiachaeba?) - 24. Be', in quel caso... (もしそうならそれはすごく?, Moshi sōnara sore wa sugoku...) - 25. Questa è una trappola in piena regola! (恐ろしい罠なのよ?, Osoroshī wanana no yo)) - 26. Io odio i numeri dispari! (奇数はいやっ!!?, Kisū wa iya!!) - 27. Non c'è nessuno che può darti il cambio? (誰か代わりいないんですか??, Dareka kawari inai ndesu ka?) - 28. Mi dispiace, Yamada... (ごめんね山田?, Gomen'ne Yamada) - 29. Ora che ci penso, tempo fa... (そういえば昔...?, Sō ieba mukashi...) - 30. Forse è meglio così, no? (なんかそっちのが良くない??, Nan'ka socchinoga yoku nai?) |                        |                   |                        |
| 4  | 21 settembre 2021 | ISBN 978-4-04-680776-2 | 16 settembre 2025 | ISBN 978-88-226-5916-3 |
| 4  | Capitoli - 31. (レベル55のパラディンです!!?, Reberu gojūgono Paradin' desu!!) - 32. (このままでは不毛?, Kono mamade wa fumō) - 33. (合コンより夢があるね?, Gōkon yori yume ga aru ne) - 34. (好きだよ.?, Sukidayo.) - 35. (そんなのはちょっとずるい?, Son'na no wa chotto zurui) - 36. (僕と相合傘しよう?, Bokuto aiaikasa shiyō) - 37. (信じていいよ?, Shin'jite īyo) - 38. (誰も気付かなくても?, Dare mo kizukanakute mo) - 39. (山田さんあとはよろしく?, Yamada-san' atowa yoroshiku) - 40. (朝 起きたら?, Asa okitara) |                        |                   |                        |
| 5  | 22 aprile 2022 | ISBN 978-4-04-681368-8 | 28 ottobre 2025   | ISBN 978-88-226-5918-7 |
| 5  | Capitoli - 41. (からかってるでしょ?, Karakatteru desho) - 42. (僕は君のお友達?, Bokuwa kimi no otomodachi) - 43. (嘘になっちゃったな?, Usoni nachattana) - 44. (女ってわかんねーからな?, On'natte wakan'nē kara na) - 45. (誰なのよこの女はっ?, Darenanoyo kono on'nawa) - 46. (瑛太くんならきっと?, Ēta-kun nara kitto) - 47. (既読もつかない?, Kiyomimo tsukanai) - 48. (画面の向こうの人の?, Gamen no mukōno hitono) - 49. (10分で帰るわよ?, Juppun'de kaeruwayo) - 50. (あんな男別れなよ?, An'na otoko wakarenayo) |                        |                   |                        |
| 6  | 21 ottobre 2022 | ISBN 978-4-04-681914-7 | —                 | —                      |
| 6  | Capitoli - 51. (想像もできないから?, Sōzōmo dekinai kara) - 52. (女の子といちゃいちゃしたい?, Onna no ko to ichaicha shitai) - 53. (山田さんてときどき?, Yamadasan'te tokidoki) - 54. (だから私たち?, Dakara watashitachi) - 55. (でもまだ友達?, Demo mada tomodachi) - 56. (よくあるやつだよ?, Yoku aru yatsudayo) - 57. (結果論で語るなよ?, Kekkaron'de katarunayo) - 58. (私がそれをやめたら?, Watashiga soreo yametara) - 59. (もうずっと昔のこと?, Mō zutto mukashino koto) - 60. (ねーちゃんによろしく?, Nēchan'ni yoroshiku) - 61. (寝不足ですか?, Nebusoku desu ka) - 62. (うるさい?, Urusai) |                        |                   |                        |
| 7  | 21 aprile 2023 | ISBN 978-4-04-682409-7 | —                 | —                      |
| 7  | Capitoli - 63. (日々学んでいます?, Hibi manande imasu) - 64. (なんとなく好奇心で?, Nan'to naku kōkishin'de) - 65. (お仕置きの時間だ?, Oshiokino jikan'da) - 66. (此処より先は修羅の道?, Kokoyori sakiwa shurano michi) - 67. (この後夜に?, Kono goyani) - 68. (りんご食べる??, Rin'go taberu?) - 69. (今夜は二人っきりですね?, Konya wa futarikkiri desu ne) - 70. (引っ越しですか??, Hikkoshi desu ka?) - 71. (もうちょっとだけ?, Mō chottodake) - 72. (Chocolate Rabbit 会議中?, Chokorēto Rabitto kaigichū) - 73. (乗り気じゃない??, Norikija nai?) - 74. (噂をすれば?, Uwasao sureba) |                        |                   |                        |
| 8  | 23 ottobre 2023 | ISBN 978-4-04-683001-2 | —                 | —                      |
| 8  | Capitoli - 75. (恩は返すべきだよな?, On wa kaesubeki da yo na) - 76. (泣いてませんでした??, Naitemasen deshita?) - 77. (信じてるから大丈夫?, Shinji terukara daijōbu) - 78. (そばにいたら良かったのに?, Soba ni itara yokatta noni) - 79. (まさか並んでる??, Masaka naran'deru?) - 80. (くだらないよ?, Kudaranai yo) - 81. (余裕なんてないんだよ?, Yoyūnan'te nain'dayo) - 82. (それは誤解です?, Sorewa gokaidesu) - 83. (知ってたはずなのに?, Shitteta hazu na noni) - 84. (恋愛だって?, Ren'aidatte) - 85. (天罰が下るよ!?, Ten'batsuga kudaruyo!) |                        |                   |                        |
| 9  | 23 aprile 2024 | ISBN 978-4-04-683595-6 | —                 | —                      |
| 9  | Capitoli - 86. (だって変なアフロだし?, Datte hen'na Afuro dashi) - 87. (まさか決闘を...??, Masaka kettō o...?) - 88. (アフロが拗ねたら大変だ!?, Afuro ga sunetara taihen'da!) - 89. (詠唱いしょうをやめないでっ!?, Ēshōo yamenaide!) - 90. (どんな人なの??, Don'na hitona no?) - 91. (ほっといてくださ~い?, Hottoite kudasai) - 92. (むやみに近寄るのは危険?, Muyami ni chikayoru no wa kiken) - 93. (意地悪するつもりでしょ?, Ijimau suru tsumori desho) - 94. (山田くんに捧ぐ でらっくす♡えでいしょん?, Yamada-kun ni sasagu Derakkusu ♡ Edeishon) - 95. (大人のつもりでいたけど?, Otona no tsumori de ita kedo)) - 96. (夏休み特別イベント開催中!!?, Natsuyasumi tokubetsu ibento kaisaichū!!) |                        |                   |                        |
| 10 | 22 novembre 2024 | ISBN 978-4-04-684125-4 | —                 | —                      |
| 10 | Capitoli - 97. (元気だった??, Genki datta?) - 98. (なんで止まってんの??, Nande tomatte nno?) - 99. (お母さん? あのね大変?, Okaasan? Ano ne taihen) - 100. (どっちも好きです?, Docchimo suki desu) - 101. (本気じゃなかったら?, Honki ja nakattara) - 102. (会わなければ?, Awanakereba) - 103. (いつか俺のほんとの?, Itsuka ore no honto no) - 104. (ー杯飲んでく??, Hai nonde ku?) - 105. (貴也のことはいつも?, Takaya no koto wa itsumo) - 106. (人生賭けてやるほどの?, Jinsei kakete yaru hodo no) - 107. (ただの煽りだよ?, Tada no aji ri da yo) |                        |                   |                        |

#### Capitoli non ancora in formatotankōbon
Questa lista è suscettibile di variazioni e potrebbe essere incompleta o non aggiornata.

- 108.  (プロに興味はありますか??, Puro ni kyōmi wa arimasu ka?)

### Anime

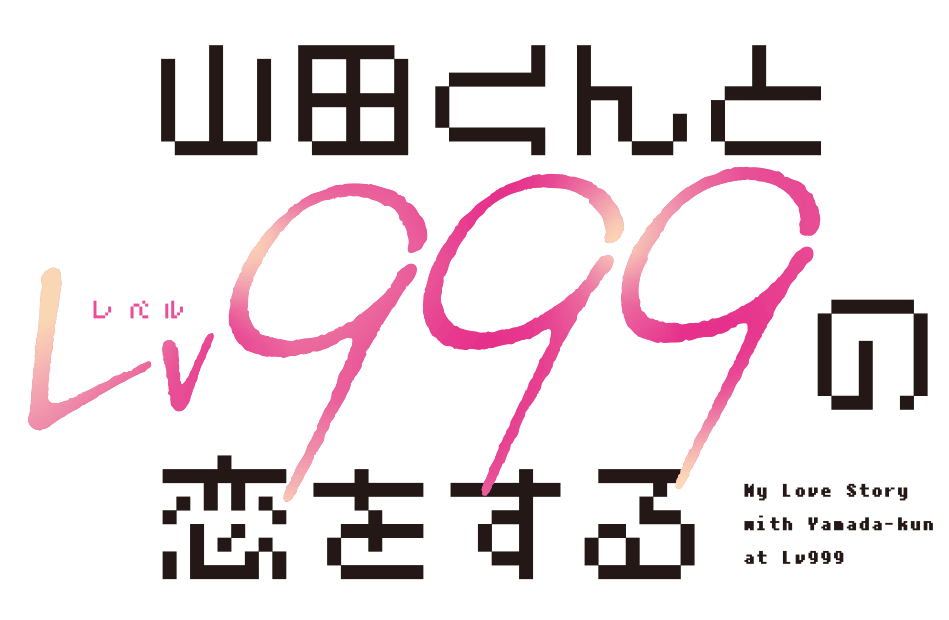
Logo della serie

L'adattamento anime della serie è stato annunciato il 24 settembre 2022, durante l'evento Aniplex Online Fest 2022. È prodotto da Madhouse e diretto da Morio Asaka, con sceneggiature scritte da Yasuhiro Nakanishi, character design di Kunihiko Hamada e musiche composte da Mito De De Mouse. La serie è stata trasmessa dal 1º aprile al 24 giugno 2023 su Tokyo MX e BS11. La sigla di apertura della serie è Gradation (ぐらでーしょん?, Guradēshon, lett. "Gradazione") dei Kana-Boon feat. Yūho Kitazawa, mentre la sigla di chiusura è Trick Art (トリック・アート?, Torikkuāto, lett. "Trucco d'arte") di Ryujin Kiyoshi. I diritti per la distribuzione internazionale al di fuori dell'Asia sono stati acquistati da Crunchyroll che ha pubblicato la serie in versione sottotitolata in vari Paesi del mondo, tra cui l'Italia.

#### Episodi
| Nº | Titolo italiano Giapponese 「Kanji」 - Rōmaji                                                                            | In onda        | In onda |
| Nº | Titolo italiano Giapponese 「Kanji」 - Rōmaji                                                                            | Giapponese     |         |
| 1  | Lv.1 Ecco come sono i gamer maschi!! 「これだからっ！ゲームする男なんて！！」 - Kore da kara! Gēmu suru otoko nante!!    | 1º aprile 2023 |         |
| 2  | Lv.2 L'ora in cui spunta il Boss 「そろそろボス湧きの時間なんで」 - Sorosoro bosu waki no jikan nande                    | 8 aprile 2023  |         |
| 3  | Lv.3 Vorrei fare un raduno IRL 「オフ会したいなぁ♡」 - Ofu-kai shitai nā ♡                                               | 15 aprile 2023 |         |
| 4  | Lv.4 Ti Piace Yamada? 「山田さんのこと好きなんですか？」 - Yamada-san no koto suki nan desu ka?                          | 22 aprile 2023 |         |
| 5  | Lv.5 Perché non mi racconta qualcosa di più? 「詳しく聞かせてもらおうか」 - Kuwashiku kikasete moraou ka                 | 29 aprile 2023 |         |
| 6  | Lv.6 Secondo me ci vorrebbe una commedia romantica 「個人的にはラブコメ展開希望」 - Kojinteki ni wa Rabukome tenkai kibō | 6 maggio 2023  |         |
| 7  | Lv.7 Vuoi vederla? Così puoi tranquillizzarti? 「安心したいですか？」 - Anshin shitai desu ka?                           | 13 maggio 2023 |         |
| 8  | Lv.8 Se avessi risposto così, mi sarei sentito... 「もしそうならそれはすごく」 - Moshi sō nara sore wa sugoku            | 20 maggio 2023 |         |
| 9  | Lv.9 C'è un'emergenza che riguarda la gilda!!! 「ギルドの一大事だよっ！！」 - Girudo no ichidaiji da yo!!                | 27 maggio 2023 |         |
| 10 | Lv.10 Di sicuro prima o poi mi ferirebbe 「きっといつか傷つく」 - Kitto itsuka kizutsuku                                 | 3 giugno 2023  |         |
| 11 | Lv.11 Voglio parlarti 「話したいことがあるの」 - Hanashitai koto ga aru no                                               | 10 giugno 2023 |         |
| 12 | Lv.12 Mi piaci 「好きだよ」 - Suki da yo                                                                                 | 17 giugno 2023 |         |
| 13 | Lv.13 Al mio risveglio 「朝 起きたら」 - Asa okitara                                                                     | 24 giugno 2023 |         |

#### Home video

##### Giappone
Gli episodi della serie sono stati pubblicati in DVD e Blu-ray dal 26 giugno 2023 al 27 dicembre 2023.
| Volume | Episodi | Data di pubblicazione |
| ------ | ------- | --------------------- |
| 1      | 1-2     | 26 giugno 2023        |
| 2      | 3-4     | 26 luglio 2023        |
| 3      | 5-6     | 30 agosto 2023        |
| 4      | 7-8     | 27 settembre 2023     |
| 5      | 9-10    | 27 ottobre 2023       |
| 6      | 11-12   | 22 novembre 2023      |
| 7      | 13      | 27 dicembre 2023      |

## Accoglienza
Al Next Manga Award 2020, la serie si è classificata al nono posto nella categoria web manga. Nello stesso mese, la serie è stata nominata per la Inc's Web Manga General Election di Pixiv e Nippon Shuppan Hanbai. Al Next Manga Award 2021, la serie si è classificata quarta nella categoria web manga. All'AnimeJapan 2021, la serie si è classificata al nono posto in un sondaggio che chiedeva alle persone quale manga desideravano di più vedere adattato come anime. Allo Tsutaya Comic Award 2021, la serie si è classificata al sesto posto, mentre nell'edizione del 2022 la serie ha vinto il primo premio. La serie, contando sia le sue versioni digitali sia quelle cartacee, ha 1 milione di copie in circolazione.